# Alexander Jeremejeff
Alexander Thomas Jeremejeff (Kungsbacka, 12 oktober 1993) is een Zweeds voetballer van Russische afkomst die doorgaans als aanvaller speelt.

## Carrière
Alexander Jeremejeff speelde in de jeugd van Tölö IF en Örgryte IS. Bij deze club maakte hij zijn debuut in het eerste elftal op 17 oktober 2011, in de met 3-4 gewonnen uitwedstrijd tegen Kristianstad FC in de Division 1 Södra, het derde niveau van Zweden. In twee seizoenen kwam hij tot drie wedstrijden en om meer speeltijd te krijgen vertrok hij in 2013 naar competitiegenoot Qviding FIF. Hier scoorde hij veertien keer in het seizoen 2013, wat hem een overstap naar BK Häcken opleverde. Met Häcken won hij in 2016 de Zweedse beker. In 2016 vertrok hij naar Malmö FF, waarmee hij twee keer kampioen werd. In 2018 keerde hij terug naar Häcken, waar hij in 2019 weer de beker won. In dat jaar vertrok hij naar het Duitse Dynamo Dresden, waarmee hij uit de 2. Bundesliga degradeerde. In het seizoen 2020/21 verhuurt Dresden Jeremejeff aan FC Twente, wat een optie tot koop bedong. Hij kwam weinig aan spelen toe en eind 2020 werd de huurovereenkomst ontbonden waarna BK Häcken hem overnam van Dynamo Dresden.

### Statistieken
| Seizoen                        | Club           | Land           | Competitie       | Competitie | Competitie | Beker | Beker | Internationaal | Internationaal | Totaal | Totaal |
| Seizoen                        | Club           | Land           | Competitie       | Wed.       | Dlp.       | Wed.  | Dlp.  | Wed.           | Dlp.           | Wed.   | Dlp.   |
| ------------------------------ | -------------- | -------------- | ---------------- | ---------- | ---------- | ----- | ----- | -------------- | -------------- | ------ | ------ |
| 2011                           | Örgryte IS     | Zweden         | Division 1 Södra | 1          | 0          | 0     | 0     | –              | –              | 1      | 0      |
| 2012                           | Örgryte IS     | Zweden         | Division 1 Södra | 2          | 0          | 2     | 0     | –              | –              | 4      | 0      |
| 2013                           | Qviding FIF    | Zweden         | Division 1 Södra | 21         | 14         | 0     | 0     | –              | –              | 21     | 14     |
| 2014                           | BK Häcken      | Zweden         | Allsvenskan      | 17         | 3          | 4     | 2     | –              | –              | 21     | 5      |
| 2015                           | BK Häcken      | Zweden         | Allsvenskan      | 13         | 6          | 1     | 0     | –              | –              | 14     | 6      |
| 2016                           | BK Häcken      | Zweden         | Allsvenskan      | 9          | 2          | 6     | 4     | 1              | 0              | 16     | 6      |
| 2016                           | Malmö FF       | Zweden         | Allsvenskan      | 15         | 5          | 0     | 0     | –              | –              | 15     | 5      |
| 2017                           | Malmö FF       | Zweden         | Allsvenskan      | 20         | 5          | 1     | 1     | 0              | 0              | 21     | 6      |
| 2018                           | Malmö FF       | Zweden         | Allsvenskan      | 13         | 1          | 6     | 2     | 2              | 0              | 21     | 3      |
| 2018                           | BK Häcken      | Zweden         | Allsvenskan      | 15         | 9          | 0     | 0     | 0              | 0              | 15     | 9      |
| 2019                           | BK Häcken      | Zweden         | Allsvenskan      | 19         | 8          | 6     | 4     | 0              | 0              | 25     | 12     |
| 2019/20                        | Dynamo Dresden | Duitsland      | 2. Bundesliga    | 23         | 4          | 1     | 0     | –              | –              | 24     | 4      |
| 2020/21                        | → FC Twente    | Nederland      | Eredivisie       | 9          | 1          | 1     | 0     | –              | –              | 10     | 1      |
| 2020/21                        | BK Häcken      | Zweden         | Allsvenskan      | 27         | 11         | 5     | 5     | –              | –              | 32     | 16     |
| 2021/22                        | BK Häcken      | Zweden         | Allsvenskan      | 26         | 22         | 0     | 0     | –              | –              | 26     | 22     |
| Carrièretotaal                 | Carrièretotaal | Carrièretotaal | Carrièretotaal   | 230        | 91         | 33    | 18    | 3              | 0              | 266    | 109    |
| Bijgewerkt t/m 29 oktober 2022 |                |                |                  |            |            |       |       |                |                |        |        |

### Interlandcarrière
Jeremejeff werd in 2017 voor het eerst geselecteerd voor het Zweeds voetbalelftal voor de oefenwedstrijden tegen Ivoorkust en Slowakije. Twee jaar later werd hij weer geselecteerd voor twee oefenwedstrijden, ditmaal tegen Finland en IJsland. Hij debuteerde voor Zweden op 8 januari 2019, in de met 0–1 verloren wedstrijd tegen Finland.